# Haut-commissariat de la Nouvelle-Zélande au Royaume-Uni
Le Haut-commissariat de la Nouvelle-Zélande au Royaume-Uni (anglais : High Commission of New Zealand, maori : Te Kāinga Māngai Kāwanatanga o Aotearoa i Rānana) est la mission diplomatique de la Nouvelle-Zélande au Royaume-Uni. Institué en 1906, il remonte à 1871 et l'envoi du premier Agent-général de la Nouvelle-Zélande au Royaume-Uni (Agent-General in the United Kingdom), ce qui en fait, de loin, la plus ancienne mission diplomatique de la Nouvelle-Zélande.
Le haut-commissariat est situé depuis 1959 dans New Zealand House, un immeuble moderne de 18 étages conçu par l'architecte écossais Robert Matthew (en) et édifié par Holland, Hannen & Cubitts (en) sur le site de l'ancien Hôtel Carlton de Londres (en) dans la rue de Haymarket, à Londres.

## Liste des agents-généraux et hauts-commissaires

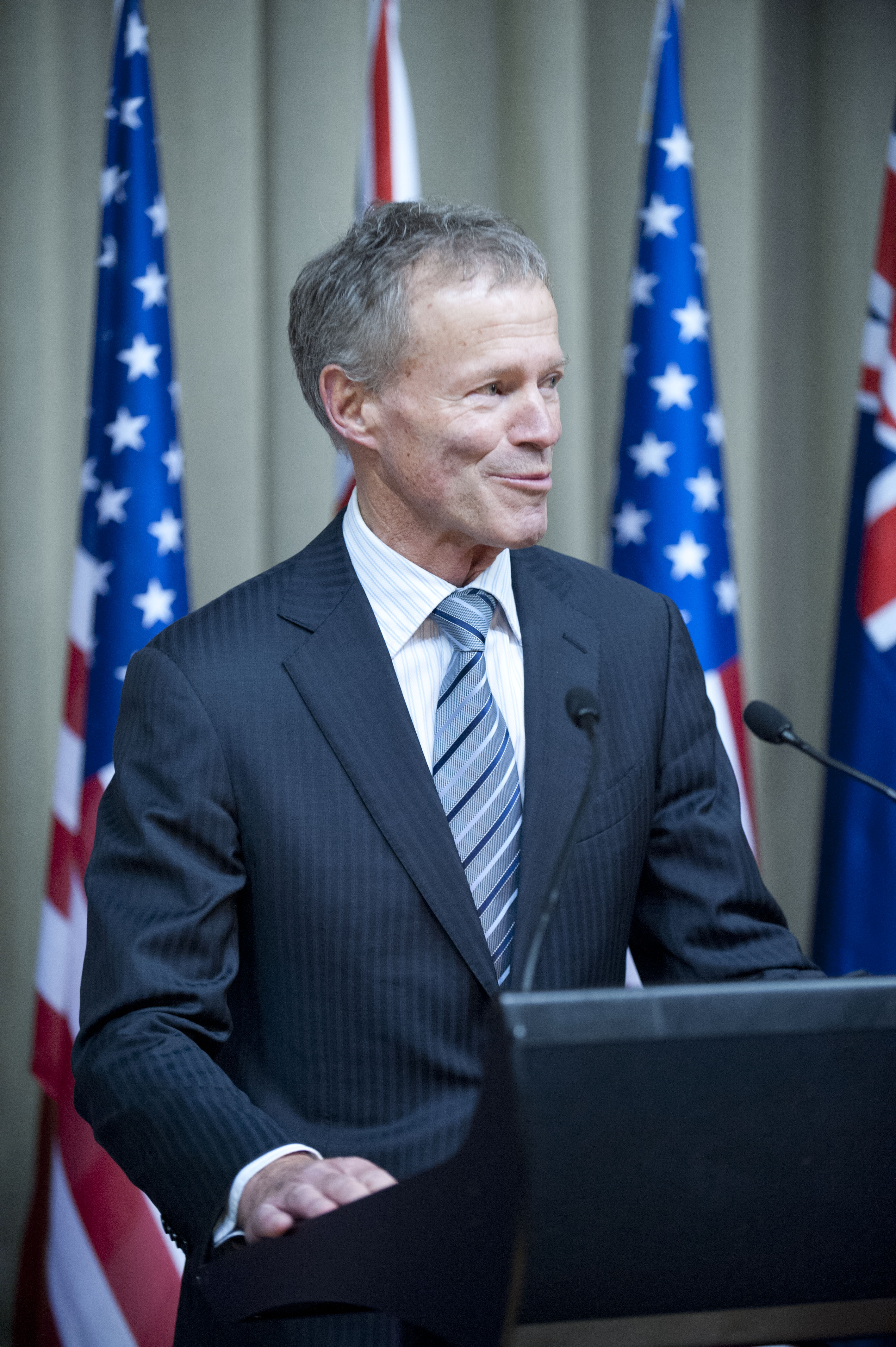
Sir Lockwood Smith, haut-commissaire en poste depuis 2013.

| Nom                                      | De   | À        |
| ---------------------------------------- | ---- | -------- |
| Isaac Featherston                        | 1871 | 1876     |
| Sir Julius Vogel                         | 1876 | 1880     |
| Sir Dillon Bell                          | 1880 | 1891     |
| Sir Westby Perceval                      | 1891 | 1895     |
| William Pember Reeves                    | 1895 | 1908     |
| Sir William Hall-Jones                   | 1908 | 1912     |
| Sir Thomas Mackenzie                     | 1912 | 1920     |
| Sir James Allen                          | 1920 | 1926     |
| Sir James Parr                           | 1926 | 1930     |
| Sir Thomas Wilford                       | 1930 | 1935     |
| James Parr (2e fois)                     | 1935 | 1936     |
| Sir William Joseph Jordan                | 1936 | 1951     |
| Sir Frederick Doidge                     | 1951 | 1955     |
| Sir Clifton Webb                         | 1955 | 1958     |
| Dr Richard Mitchelson Campbell (intérim) | 1958 | 1958     |
| Sir Thomas Macdonald                     | 1961 | 1968     |
| Sir Denis Blundell                       | 1968 | 1972     |
| Merwyn Norrish (intérim)                 | 1972 | 1973     |
| Sir Terry McCombs                        | 1973 | 1975     |
| Hugh Watt (en)                           | 1975 | 1976     |
| Sir Douglas Carter                       | 1976 | 1979     |
| Bill Young                               | 1982 | 1985     |
| Joe Walding                              | 1985 | 1985     |
| Bryce Harland                            | 1985 | 1991     |
| George Gair                              | 1991 | 1994     |
| John Collinge                            | 1994 | 1997     |
| Richard Grant                            | 1997 | 1999     |
| Paul East                                | 1999 | 2002     |
| Russell Marshall                         | 2002 | 2005     |
| Jonathan Hunt                            | 2005 | 2008     |
| Derek Leask                              | 2008 | 2013     |
| Sir Lockwood Smith                       | 2013 | en poste |

## Liens
- Site officiel